# 范咸 (西晉)
范咸（？—？），吳郡錢唐（今浙江省杭州市）人。曾在西晉其間因其儒學學識任大官。其父范平曾任東漢孫吳臨海太守，藏有七千餘卷書。另有兩兄弟分別為范奭及范泉皆因儒學之名任大官。